# Бюш-де-Шевр
Бюш-де-Шевр (фр. Bûche de Chèvre) — французский сыр из молока козы продолговатой формы, имеющий свежий резкий запах и нежный сливочный вкус в середине и пикантный вкус у корочки, покрытой легкой белой плесенью. В зависимости от срока созревания может быть нежно-белого, кремового или синеватого цвета. Мякоть плотная и однородная, иногда в ней попадаются крупинки.

## История
История сыра Бюш-де-Шевр берет начало в VIII веке, когда захватчики-сарацины — арабские выходцы из Испании под давлением франкских войск спешно покинули эти территории, бросив большую часть имущества. Козы, привезенные сарацинами, остались без присмотра, разбрелись по окрестностям и нашли убежище у крестьян Пуату в долине Луары. Брошенные сарацинские женщины нашли себе в этих местах мужчин и научили их делать сыр, названный «козьими поленьями» («бюш» в переводе с французского означает «полено», а «шевр» — коза).

## Технология
Жирность сыра составляет 43-47 процентов. Сыр посыпают древесной золой, время созревания обычно составляет 11 дней, причем со временем вкус становится более терпким и острым. Различают 5 степеней выдержки:
- свежий;
- зрелый;
- сухой;
- полусухой;
- выдержанный.

В зависимости от выдержки вес одного «поленца» составляет от 150 до 200 граммов.
Бюш производится достаточно просто: творожная масса из скисшего и свернувшегося натурального молока отжимается и ставится под пресс.

## Вкус
Вкус свежий, молочный, с оттенками свежих орехов или сухофруктов. Хорошо сочетается с насыщенными красными или белыми винами. Сервируется с яблоками, медом и французским багетом. Употребляется как закуска, гарнир, десерт, добавляется к салатам и другим блюдам.
По консистенции сыр представляет собой плотную однородную массу с различными вкусовыми интонациями, которые усиливаются у краев, где на морщинистой корочке имеется белый «пушок» плесени. Именно она придает сыру ореховый привкус, который в сочетании с запахом козьего молока создает «осенний» букет: слегка горький, свежий, насыщенный душистыми травами Луары.

## Состав
Цельное козье молоко (97 %—99 %), закваска, белая сырная плесень Penicillium camemberti, молокосвертывающий фермент (0,5 %—3 %), соль, отвердитель (Хлорид кальция).

## Сервировка
Гренки из белого (реже черного) хлеба слегка поджаривают, тоненькие кусочки «Бюш-де-Шевр» кладут на теплые гренки и ждут, пока сыр растает на гренках, а затем сверху поливают медом. Хорошо сочетается с фруктами, жареными баклажанами, красным перцем, листьями салата и сладкими томатами.

## Хранение
Хранить сыр рекомендуется при температуре от +2 до +6 °C и относительной влажности воздуха от 80% до 85% не более 14 суток.